# Oenanthe divaricata
Oenanthe divaricata är en flockblommig växtart som först beskrevs av Robert Brown, och fick sitt nu gällande namn av David John Mabberley. Oenanthe divaricata ingår i släktet stäkror, och familjen flockblommiga växter. Inga underarter finns listade i Catalogue of Life.